# 达洪江水库
达洪江水库是中国广西壮族自治区百色市平果县境内的一座水库，位于红水河支流平治河上，建于1961年。水库正常库容为3771万立方米，集雨面积为234平方千米，海拔为265.5米。